# Československá hokejová liga 1945/1946
3. ročník československé hokejové ligy 1945/46 se hrál pod názvem Státní liga.

## Herní systém
12 účastníků hrálo ve 2 skupinách po 6. Původní herní systém byl stanoven jako jednokolový každý s každým (viz níže). Vítězové skupin sehráli finále na jedno utkání. Mužstva na posledních místech v obou skupinách sestupovala.
Hrála se kvalifikace o účast v příštím ročníku za účasti 3 mužstev, účast si zajistila mužstva na 1. a 2. místě.

## Pořadí

### Skupina A
| Poř. | Tým                         | Zápasy | Výhry | Remízy | Porážky | Skóre | Body |
| ---- | --------------------------- | ------ | ----- | ------ | ------- | ----- | ---- |
| 1.   | LTC Praha                   | 4      | 4     | 0      | 0       | 30:8  | 8    |
| 2.   | ŠK Bratislava               | 5      | 4     | 0      | 1       | 22:9  | 8    |
| 3.   | AC Stadion České Budějovice | 4      | 3     | 0      | 1       | 9:7   | 6    |
| 4.   | SK Podolí Praha             | 5      | 1     | 1      | 3       | 11:16 | 3    |
| 5.   | HC Stadion Praha            | 5      | 1     | 1      | 3       | 8:14  | 3    |
| 6.   | ŠK Banská Bystrica          | 5      | 0     | 0      | 5       | 9:35  | 0    |

Zápas LTC Praha - AC Stadion České Budějovice nebyl sehrán.

### Skupina B
| Poř. | Tým             | Zápasy | Výhry | Remízy | Porážky | Skóre | Body |
| ---- | --------------- | ------ | ----- | ------ | ------- | ----- | ---- |
| 1.   | I. ČLTK Praha   | 5      | 4     | 0      | 1       | 35:10 | 8    |
| 2.   | AC Sparta Praha | 5      | 3     | 1      | 1       | 20:16 | 7    |
| 3.   | VŠ Bratislava   | 4      | 2     | 0      | 2       | 15:14 | 4    |
| 4.   | DSK Tábor       | 5      | 2     | 0      | 3       | 12:21 | 4    |
| 5.   | HC Tatry Poprad | 5      | 1     | 2      | 2       | 12:27 | 4    |
| 6.   | SK Prostějov    | 4      | 0     | 1      | 3       | 6:12  | 1    |

Zápas VŠ Bratislava - SK Prostějov nebyl sehrán.

## Finále
- LTC Praha - I. ČLTK Praha 3:1

## Kvalifikace pro další ročník
| Poř. | Tým                      | Body |
| ---- | ------------------------ | ---- |
| 1.   | SK Horácká Slavia Třebíč | 4    |
| 2.   | SK Libeň                 | 2    |
| 3.   | TKNB Bratislava          | 0    |

## Nejlepší střelci
- Vladimír Kobranov (I. ČLTK Praha) - 10 gólů
- Oldřich Kučera (I. ČLTK Praha) - 9 gólů
- Jaroslav Drobný (I. ČLTK Praha) - 8 gólů
- Vintíř Němec (AC Sparta Praha)- 7 gólů
- Vladimír Zábrodský (LTC Praha) - 7 gólů
- Čeněk Pícha (AC Stadion České Budějovice) - 6 gólů
- Miroslav Sláma (I. ČLTK Praha) - 6 gólů

## Zajímavosti
- 25. října 1945 bylo dohodnuto obnovení československé hokejové ligy.
- První poválečné ligové utkání se hrálo 7. ledna 1946 (DSK Tábor - I. ČLTK Praha 2:7).
- V základních skupinách nebyla sehrána dvě utkání LTC Praha - AC Stadión České Budějovice a VŠ Bratislava - SK Prostějov, neboť o vítězích skupin i sestupujících bylo již rozhodnuto.